# Decor papír
Decor papír je podklad pro jedlý tisk a používá se na dekoraci cukrářských výrobků, především slavnostních dortů. Lze ohýbat, nelze modelovat. Je sladký s chutí a vůní vanilky.
Je sněhově bílý, proto je velmi vhodný na dekoraci bílých dortů a zákusků. Fotografie nebo jiný obrázek na něm krásně vynikne.
Kvalita tisku na tento podklad je vynikající a s kvalitou tisku na "běžný jedlý papír" nesrovnatelná.
Decor papír je na rozdíl od „běžného jedlého“ papíru vhodný na dekoraci všech cukrářských výrobků (dorty, zákusky, čokoláda, marcipán atd.). Není vhodný pouze na ty, jejichž povrch je velmi vlhký.

## Složení
škrob, maltodextrin, glycerol, cukr, stabilizátory E460i/E414, dextróza, emulgátory E435/E491/E471, potravinářské barvivo E171, vanilkové aroma, konzervační činidlo E202, sacharín, kyselina citrónová

## Návod na použití
Decor papír sejměte z fólie (jestliže lze špatně odlepit, nechte jej chvíli mimo uzavírací sáček na vzduchu). Potřete velmi tenkou vrstvou decorgelu na rubu obrázku. Tato vrstva slouží k přilepení decor papíru na výrobek a současně k jeho oddělení od velmi vlhkých částí (hodně vlhké krémy apod.). Nalepte papír na moučník a opět potřete velmi tenkou vrstvou decorgelu. Tato vrstva slouží k dodání lesku a změknutí papíru. Decorgel roztírejte opatrně stěrkou tak aby nedošlo k poškození papíru (protržení, poškrábání) a aby nevznikaly na papíru loužičky gelu. Nechcete-li obrázek lesklý, kladete papír na máslový krém nebo používáte jedlé lepidlo na přichycení k podkladu, není použití decorgelu nutné. 

## Alternativní jedlé tisky
- Jedlý papír
- Fondánový papír
- Icefrosting
- Chocodecor